# Parabrahm-Orgel

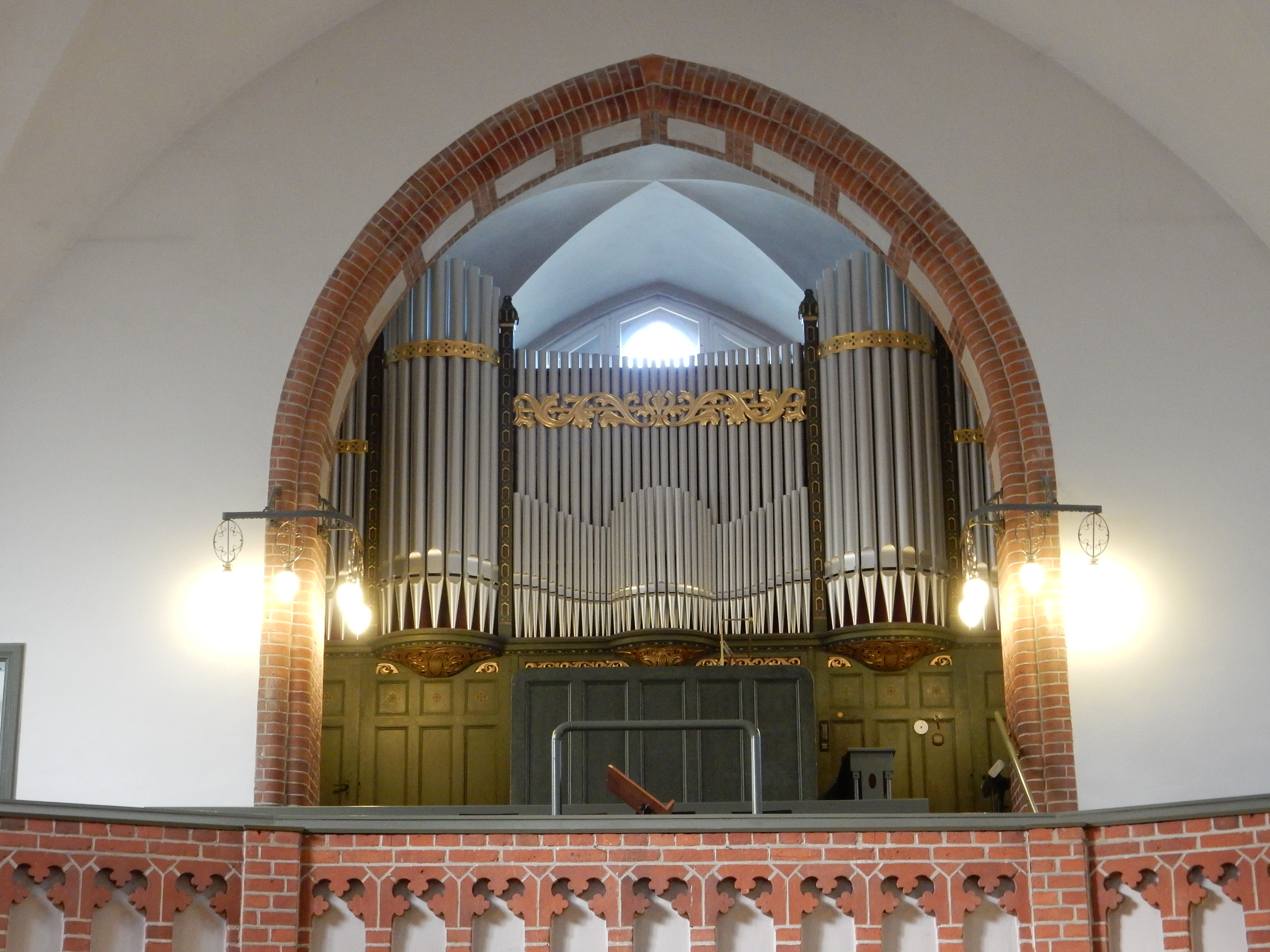
Orgel in der Dorfkirche Eichwalde

Bei der Parabrahm-Orgel handelt es sich um einen in der Spätromantik entwickelten Orgeltypus. Das Wort parabrahm stammt aus dem Sanskrit und lässt sich sinngemäß mit „höchste künstlerische und geistige Vollendung“ übersetzen.
Die Parabrahm-Orgel war ein Gemeinschaftsprojekt von Orgelbauer Friedrich Weigle (Sohn) und der Harmoniumbaufirma J & P Schiedmayer. Im Gegensatz zu einer üblichen Pfeifenorgel verfügt die Parabrahm-Orgel über Hochdruckregister und über ein zusätzliches integriertes Harmonium, dessen Tonstärke der Spieler durch die Veränderung des Winddrucks beeinflussen kann (Expression). Zusätzlich sind ein oder mehrere Schwellkästen in das Orgelwerk eingebaut. Beide Instrumente können gemeinsam oder einzeln gespielt werden. Durch die Kombination der beiden Werke steigern sich insbesondere die dynamischen Möglichkeiten der Orgel. Aufgrund einer akustischen Täuschung entsteht beim Hörer bei der Kombination der an sich statischen Tonstärke der Orgel mit der dynamischen Tonstärke des Harmoniums der Eindruck, dass der Orgelklang lauter oder leiser würde. Die Tonstärke lässt sich bei einer Parabrahm-Orgel durch das Benutzen der Schweller und der auftretenden akustischen Täuschung so weit zum piano reduzieren, dass der Ton nur noch zu erahnen ist.
So konnte der spätromantische Orgelbau seinem Ziel der Klangangleichung zwischen Orgel und Orchester und einer regelbaren Dynamik bei gleichzeitigem Erhalt der Klangfarbe noch näherkommen. Insbesondere lassen sich Werke für Orgel und Orchester gut aufführen, da das Problem der unterschiedlichen dynamischen Flexibilität der beiden Klangkörper durch das Bauprinzip der Parabrahm-Orgel weitestgehend aufgehoben ist. Nach 1920 kam dieser Orgeltypus im Zuge der Orgelbewegung schnell in Verruf.
Das einzige erhaltene und mittlerweile unter Denkmalschutz stehende Instrument dieser Art ist die Orgel der evangelischen Kirche in Eichwalde bei Berlin. Daneben hat es nur zwei weitere Parabrahm-Orgeln in Deutschland gegeben: In der Martin-Luther-Kirche in Berlin-Neukölln (erbaut 1909, durch Bombenangriff 1944 zerstört) und in der Liebfrauenkirche in Liegnitz in Schlesien (heute Polen; erbaut 1914, das dritte „Parabrahm-Manual“, von dem aus sich das Harmonium anspielen ließ, wurde vermutlich bereits 1928 zugunsten eines „Barock-Manuals“ wieder ausgebaut).